# Аугусто Рангоне
Аугусто Рангоне (італ. Augusto Rangone, * 11 грудня 1885 року — † 4 грудня 1970 року, Аккуї-Терме) — італійський футбольний функціонер, арбітр і тренер початку XX сторіччя.

## Біографія
Був одним з перших ентузіастів футболу в рідному місті Алессандрія, зокрема 1912 року був серед засновиків місцевого футбольного клубу. У клубі «Алессандрія» обіймав низку технічних і керівних посад, у тому числі посади скарбника, технічного директора, а також у 1925—1926 роках — головного тренера команди клубу.
1924 року також увійшов до призначеної Італійською федерацією футболу тренерської ради збірної Італії, а протягом 1925—1928 років був одноосібним головним тренером національної команди. Під керівництвом Рангоне «лазурові» брали участь у футбольному турнірі на IX Олімпійських іграх 1928 року в Амстердамі, де виграли бронзові нагороди. Також керував збірною під час перших матчів першого розіграшу Кубка Центральної Європи, змагання, яке тривало чотири роки (1927—1930), і переможцями якого врешті-решт вийшли саме італійці. Загалом провів 36 матчів як очільник тренерського штабу збірної Італії.
Згодом тренував футбольні команди клубів «Про Патрія» та «Торіно».
Також був футбольним арбітром, протягом деякого часу — головою суддівської комісії.
Помер 4 грудня 1970 року у містечку Аккуї-Терме неподалік Алессандрії.